# نابماسا
نابماسا شهری در شهرستان کومبیسیری در استان بازگا در بورکینافاسوی مرکزی است و جمعیت آن ۵۹۱ نفر است.